# Paese basco

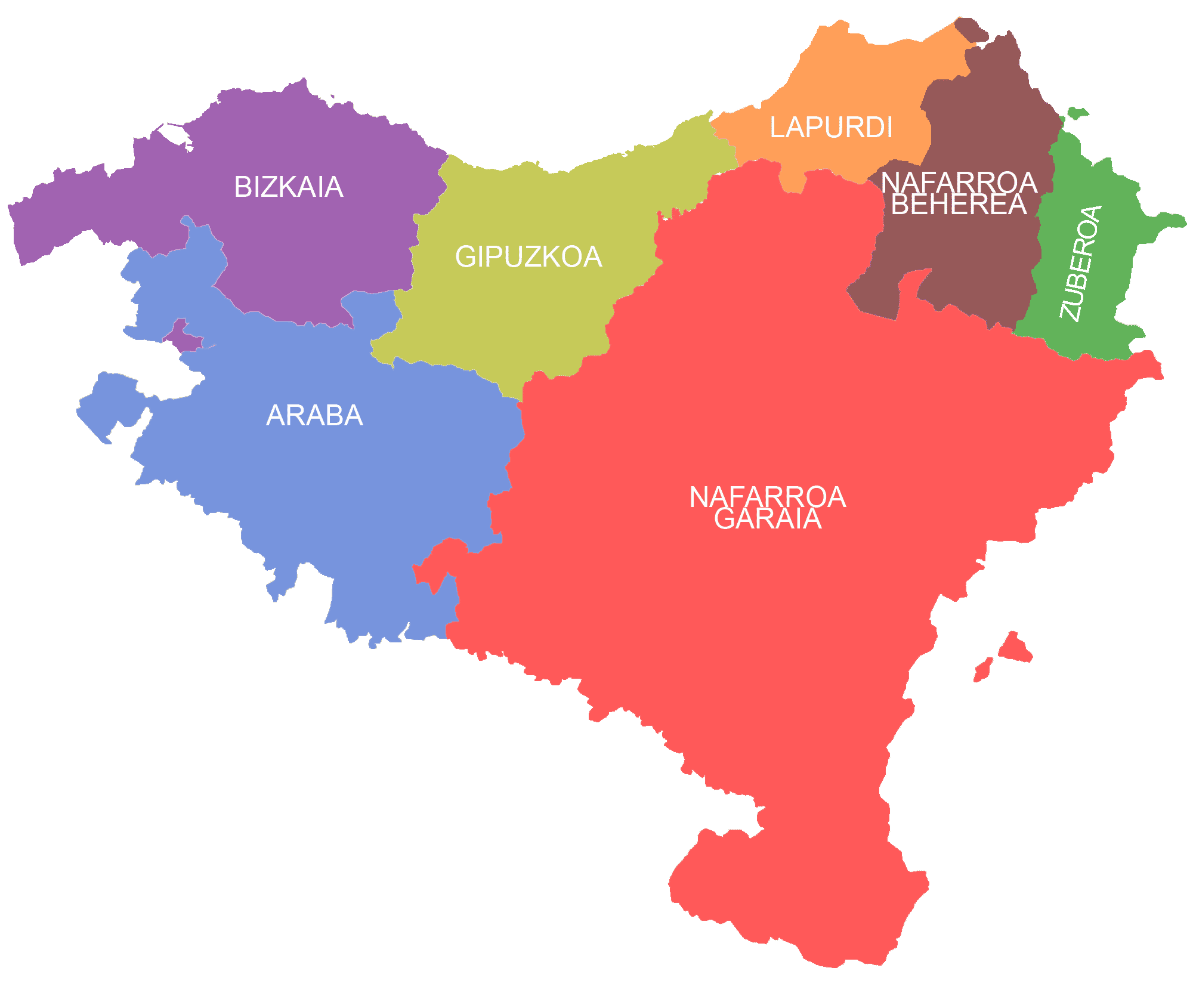
Mappa del Paese Basco suddiviso in province spagnole e antiche province francesi, con i nomi baschi

Il Paese basco, a seconda degli autori noto anche come Guascogna, è la regione geografica abitata dal popolo basco, situata a cavallo dei Pirenei. Il nome Paese basco non va confuso con quello dei Paesi Baschi, che sono solo una delle regioni componenti il Paese basco vero e proprio, oltre a essere una delle 17 comunità autonome spagnole, anche se hanno la stessa bandiera, l'ikurrina.
In basco la regione è chiamata Euskal Herria, cioè letteralmente "il popolo che parla la lingua basca". A differenza del nome di un qualsiasi stato nazionale, il termine Euskal Herria indica sia il luogo geografico abitato dai baschi sia l'insieme stesso dei baschi (come se per intendere "Italia" e "popolo italiano" si usasse la stessa espressione). Questa particolarità si deve al fatto che il popolo basco è rimasto unito grazie alla propria cultura e alla propria lingua, ma quasi mai territorialmente: un basco è quindi identificato principalmente come una persona che parla l'idioma basco (e perciò è chiamato Euskaldun, cioè "colui che parla il basco"), prima di essere una persona che vive nel territorio del Paese basco.
Un altro termine basco con cui si indica il paese è Euskadi, termine coniato da Sabino Arana (padre del nazionalismo basco moderno) fondendo le due parole eusko ("basco") e di ("insieme"). A differenza del termine Euskal Herria, viene impiegato generalmente per riferirsi esclusivamente alla comunità autonoma comprendente le province di Biscaglia, Araba e Gipuzkoa. 

## Geografia

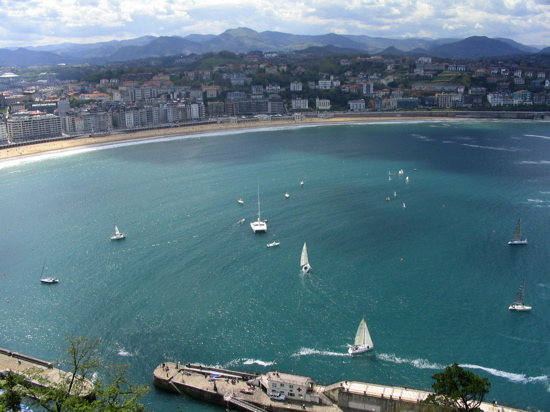
La spiaggia "la Concha" di San Sebastián

Il Paese basco si affaccia sul golfo di Biscaglia e si estende per 20664 km² tra la Spagna e la Francia, a cavallo dei Pirenei. È composto dalle sette province indicate da Sabino Arana come le regioni storiche che hanno sempre parlato la lingua basca. Nella parte spagnola queste troviamo le province di Biscaglia (Bizkaia), Araba e Gipuzkoa (che a loro volta formano la comunità autonoma basca), e la Navarra (Nafarroa). Nella parte francese si trovano invece le province di Lapurdi, Bassa Navarra (Nafarroa Beherea) e Zuberoa, amministrativamente raccolte nel dipartimento francese dei Pirenei Atlantici insieme alla regione del Béarn, storicamente occitanofona.
Il Paese basco non ha una vera e propria capitale in quanto non è uno stato unitario: storicamente la città più importante è Pamplona (Iruñea), che fu la capitale del Regno di Pamplona tra il X e il XIII secolo il quale rappresenta fino ad ora il massimo grado di espressione politica e di indipendenza mai raggiunto dal Paese Basco. Il Paese basco conta circa 3 milioni di residenti, dei quali 2 500 000 nella parte spagnola (Hegoalde) e 500 000 nella parte francese (Iparralde).

### Città principali
| 1  | Bilbao         | Biscaglia | 355 731 | 11 | Basauri    | Biscaglia | 42 657 |
| 2  | Gasteiz        | Araba     | 239 562 | 12 | Errenteria | Gipuzkoa  | 39 315 |
| 3  | Pamplona/Iruña | Navarra   | 197 932 | 13 | Angelu     | Labourd   | 37 934 |
| 4  | Donostia       | Gipuzkoa  | 186 185 | 14 | Tutera     | Navarra   | 35 429 |
| 5  | Barakaldo      | Biscaglia | 100 061 | 15 | Leioa      | Biscaglia | 30 454 |
| 6  | Getxo          | Biscaglia | 80 770  | 16 | Galdakao   | Biscaglia | 29 049 |
| 7  | Irun           | Gipuzkoa  | 61 006  | 17 | Sestao     | Biscaglia | 28 959 |
| 8  | Portugalete    | Biscaglia | 47 856  | 18 | Durango    | Biscaglia | 28 226 |
| 9  | Santurtzi      | Biscaglia | 47 076  | 19 | Eibar      | Gipuzkoa  | 27 396 |
| 10 | Baiona         | Lapurdi   | 44 506  | 20 | Miarritze  | Lapurdi   | 26 828 |

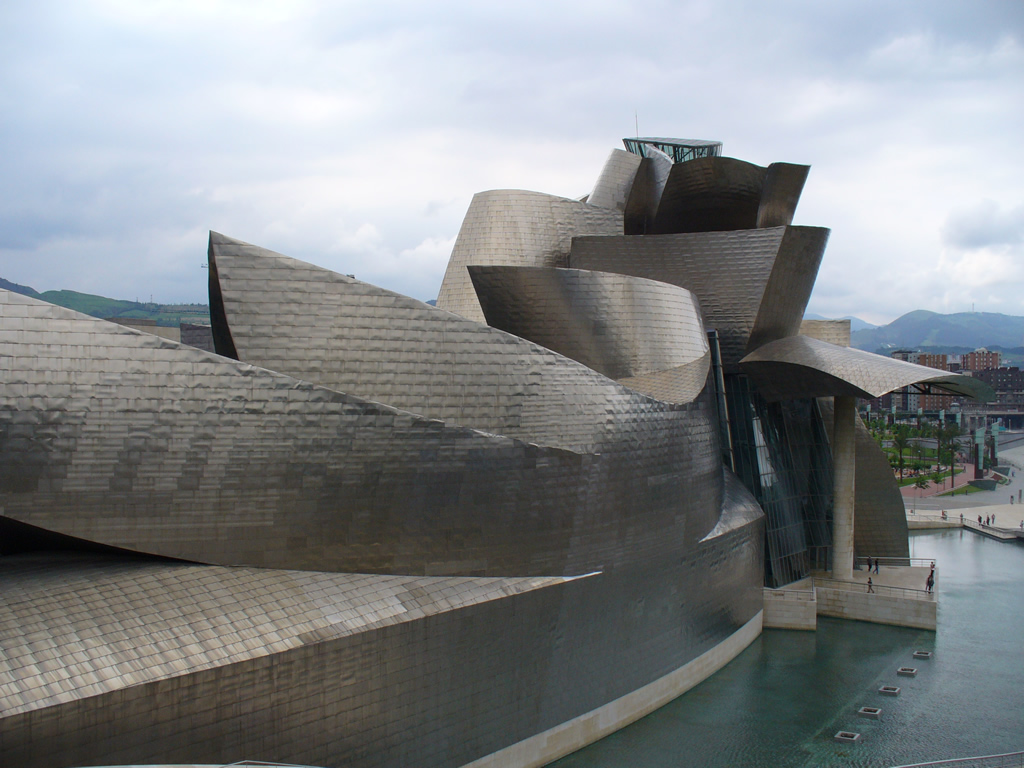
Bilbao
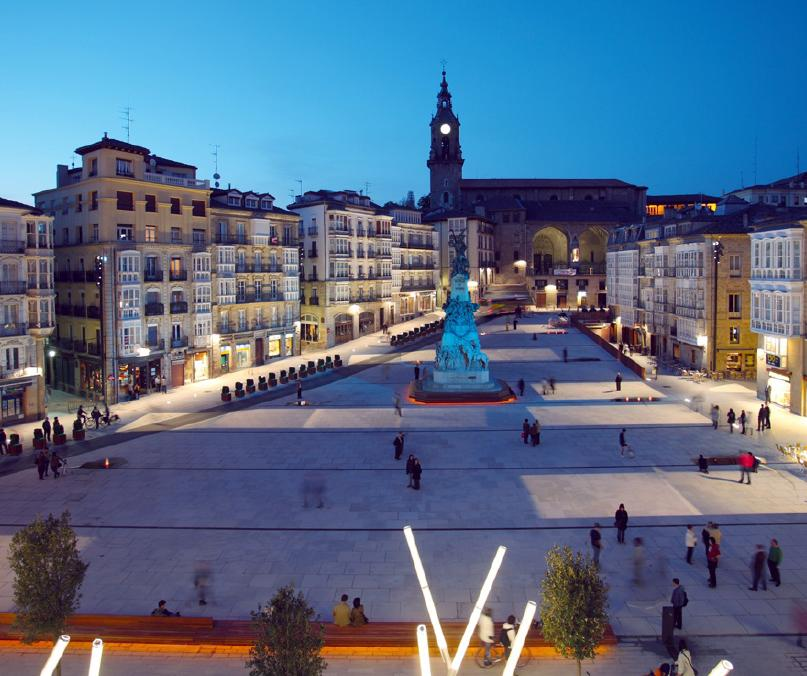
Vitoria-Gasteiz
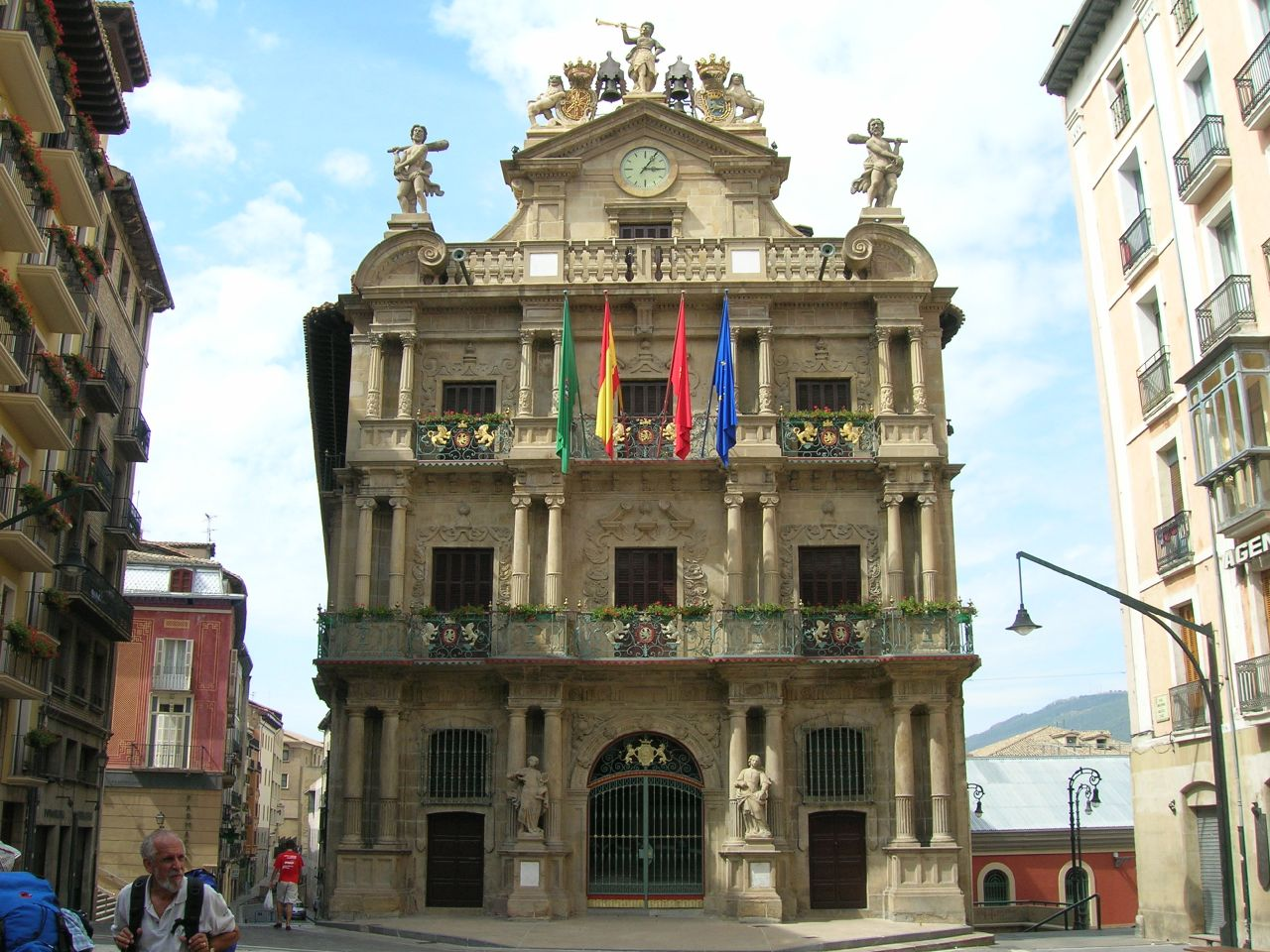
Pamplona/Iruñea
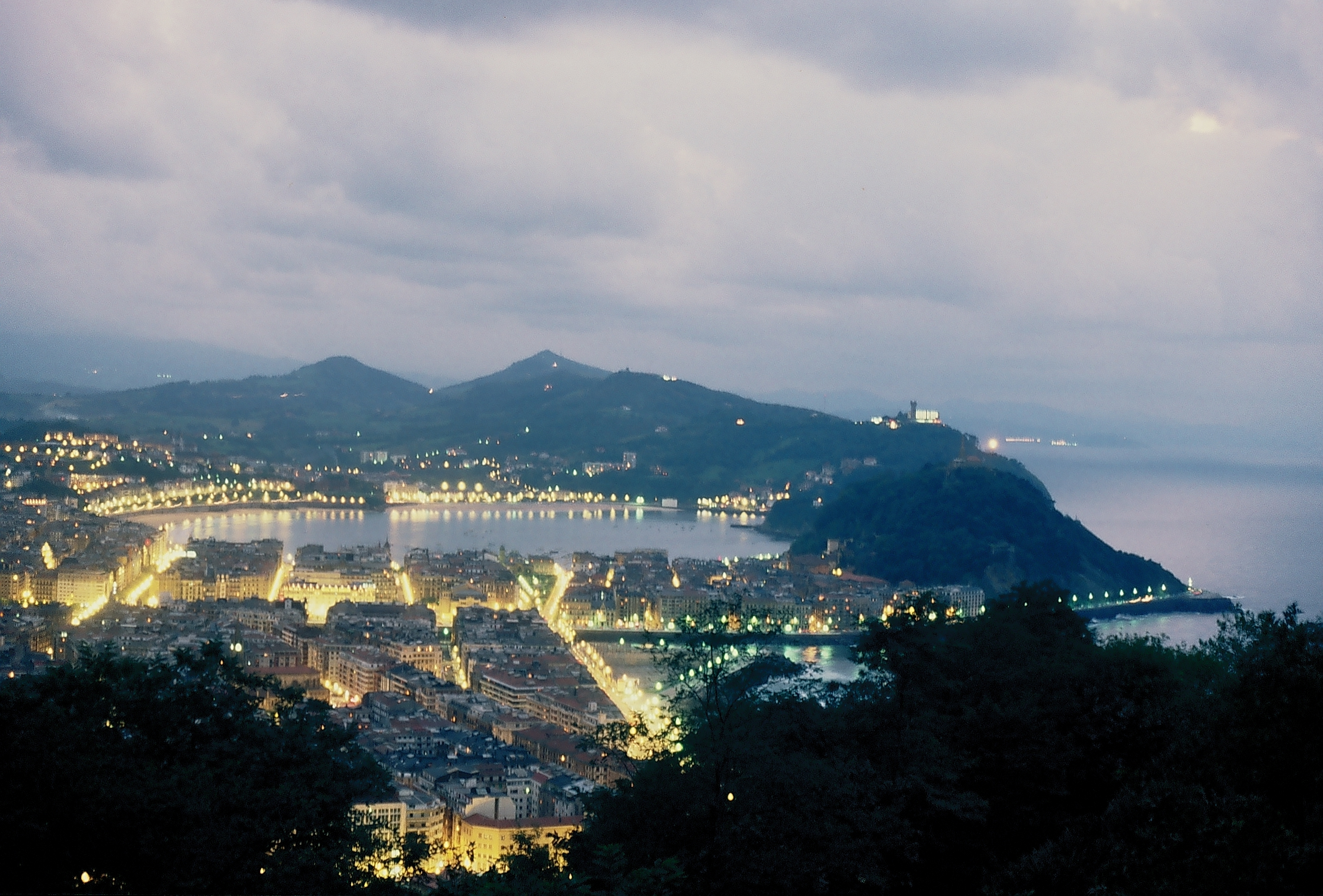
Donostia-San Sebastián
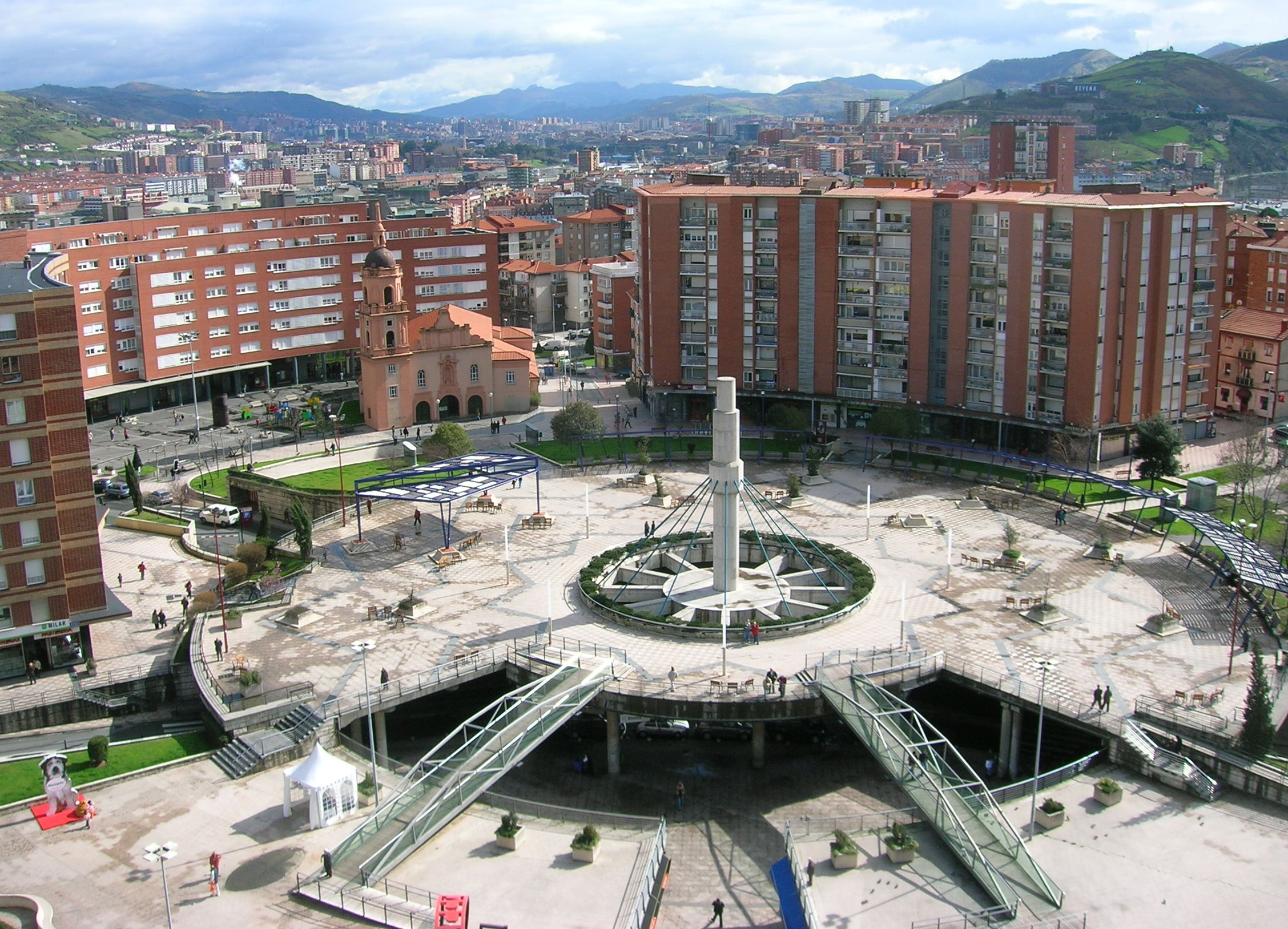
Barakaldo
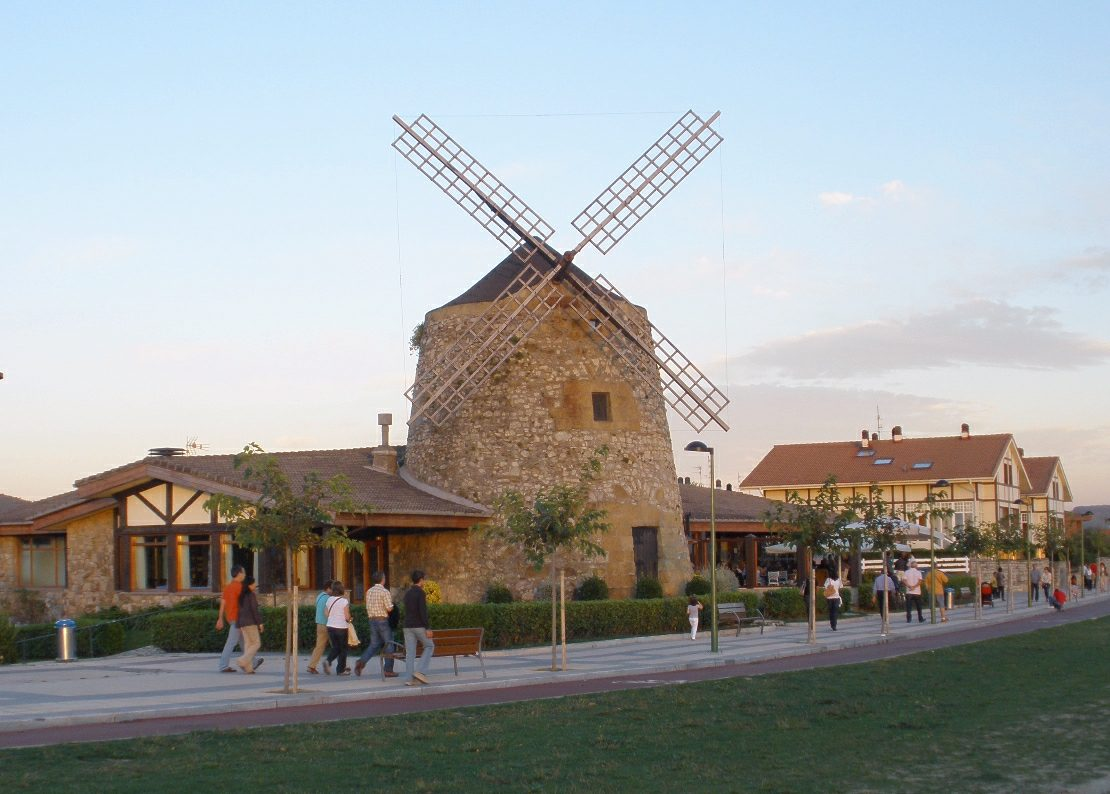
Getxo
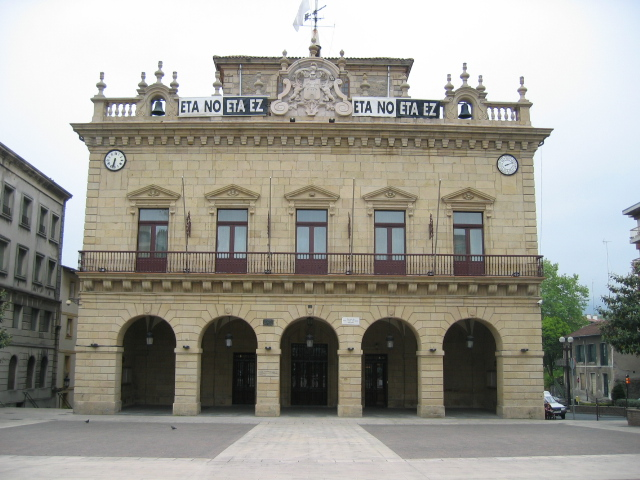
Irun
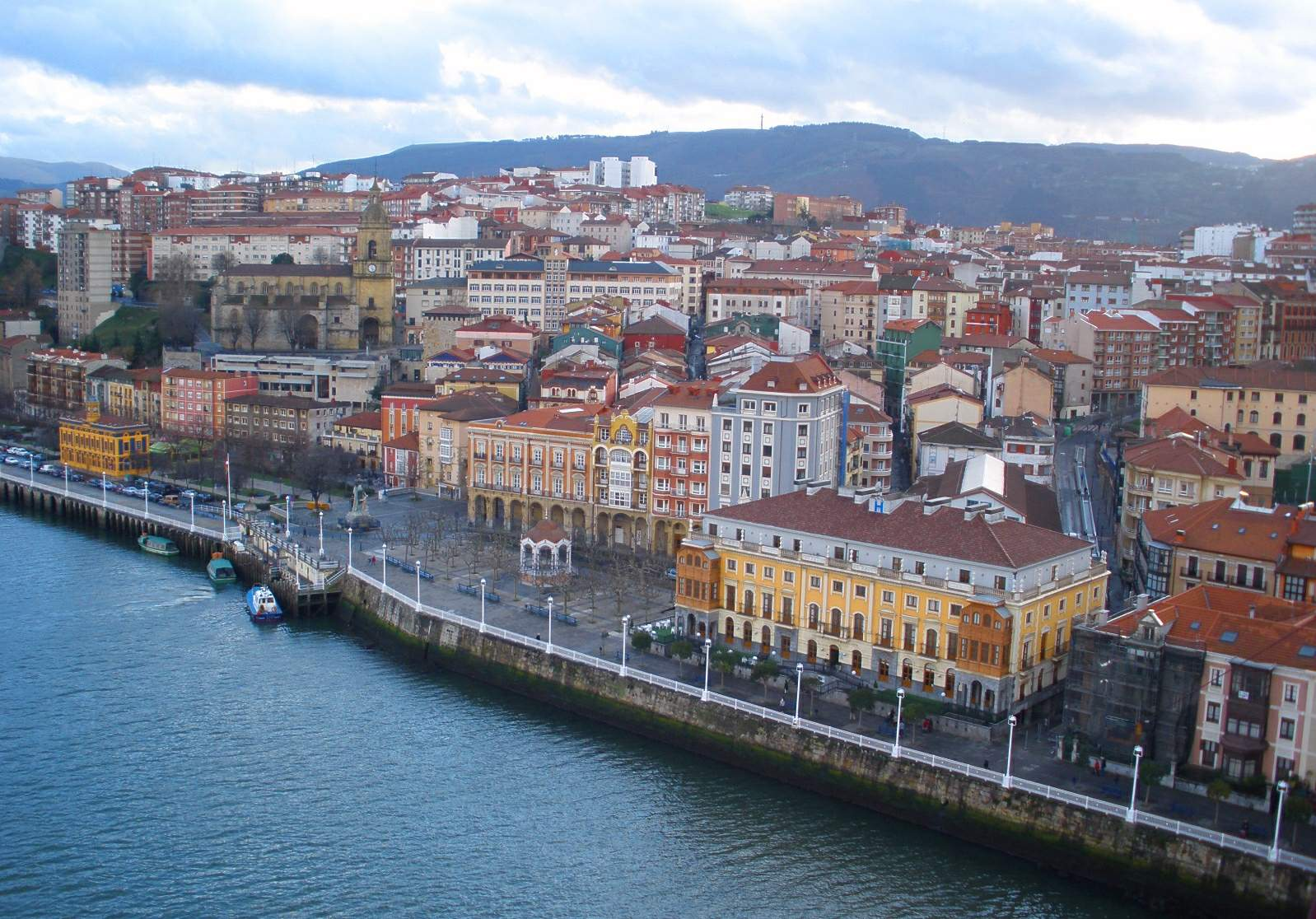
Portugalete

## Storia

### Le origini
Le vere radici del popolo basco sono tuttora in parte ignote. Da alcuni studi effettuati sulle caratteristiche fisiche dei baschi si è riscontrata un'affinità con gli uomini di Cromagnon che abitavano i Pirenei centro-occidentali nel neolitico. Questo indica che i baschi che oggi abitano il territorio di Euskadi potrebbero forse essere i discendenti di coloro che lo abitavano nel IX millennio a.C. Da quel periodo in poi i baschi vennero a contatto con altre popolazioni, ne vennero influenzati, ma non furono mai assorbiti.
I baschi formarono solo molto tardi un regno unitario poiché vivevano divisi in vari nuclei, anche se con cultura, lingua, religione e modi di vivere molto simili, tanto da sentirsi fratelli e aiutarsi costantemente. I primi contatti prolungati con popolazioni indoeuropee si ebbero con ogni probabilità fra il X e il IX secolo a.C., quando i Celti iniziarono a stabilirsi nella penisola iberica, influenzando con la propria cultura quella basca negli anni a seguire.

### Dall'invasione romana agli anni 1000
Gli abitanti degli odierni baschi vennero a contatto con i romani, che li chiamavano Gens Vasconum o Vascones. Tra il 56 a.C. e il 19 a.C. le tribù basche vennero conquistate dai Romani e Pompeo fondò Pompaelo (attuale Iruña/Pamplona che diverrà la città più importante dei baschi). Dei Romani i baschi accettarono una parte del pantheon (Giove, Marte, Ercole, Diana...) e assimilarono alcune divinità locali a divinità romane.
Durante il periodo della conquista romana l'area basca si estendeva per gran parte dell'attuale Guascogna, della Cantabria, la Rioja, il territorio della Bureba e parte dell'Aragona. Dopo la caduta dell'Impero Romano i baschi subirono numerosi tentativi di invasione: nel 406 ci fu la prima invasione dei popoli del nord (Suebi e Vandali), ma furono invasi anche da Franchi e Visigoti.
Per tre secoli subirono attacchi continui da questi popoli fino a quando, nel 711, i Visigoti, che stavano assediando la città di Pamplona, dovettero fuggire a causa dell'invasione musulmana nel sud della penisola. Durante tale periodo i baschi riuscirono ad ottenere una sorta di stato indipendente, anche se nel 602 fu imposto dai Merovingi al neonato ducato di Vasconia (esteso dall'Ebro alla Garonna) un proprio duca. Tra il 660 e il 670 i baschi riuscirono però a eleggere duca un aristocratico appartenente alla propria etnia.
Nel 778 Carlo Magno iniziò a espandere il proprio impero verso i Pirenei. Contrariamente a quanto viene raccontato nella celebre Chanson de Roland, a sbaragliare la retroguardia dell'esercito carolingio nella battaglia di Roncisvalle non furono i musulmani di al-Andalus, ma alcuni montanari baschi.
La parte del ducato di Vasconia posto a nord dei Pirenei entrò a far parte dell'impero carolingio in una condizione di semiautonomia per la quale dovette continuare a lottare nei secoli successivi. Nel 1032 fu definitivamente assorbito dal Ducato di Aquitania di Guillerme V, vassallo del regno di Francia.

### Il regno di Pamplona e la successiva divisione

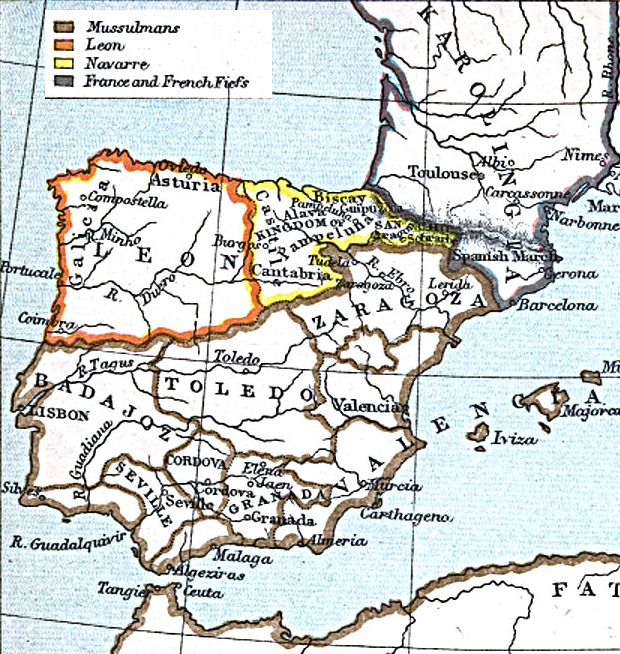
In giallo il Regno di Pamplona (poi di Navarra) nel 1030 durante il regno di Sancho III

Il Lauburu da oltre quattro secoli è un simbolo del popolo basco, soprattutto dell'Hegoalde

Da due secoli prima della disfatta del Ducato di Vasconia si stava formando più a sud il Regno di Pamplona. Questo, sotto la guida di Sancho il Grande (in basco Antso Nagusia; 1000-1035), raggiunse il suo apice, riuscendo a contenere entro i propri confini le sette regioni storiche del Paese basco più qualche territorio limitrofo.
Alla morte del re, però, i contrasti esistenti tra i suoi discendenti fecero in modo che il Regno di Pamplona si dividesse in Alava e Guipuzkoa sotto la Castiglia, Bizcaya per volere dei signorotti locali, Lapourd e Soule prima sotto la Francia e poi sotto l'Inghilterra e Navarra, nucleo primario del regno di Pamplona, che fu definitivamente conquistato dai Castigliani il 21 luglio 1512.
Per i successivi tre secoli i baschi non furono più padroni delle loro sorti, ma assoggettati alle corone di Spagna e Francia. L'unica concessione di autonomia furono i fueros, leggi storiche delle città basche, alle quali le nazioni sovrane dovevano rispetto e obbedienza.
Il 21 luglio 1876, però, fu introdotta una legge che riconosceva tutti i sudditi della corona spagnola come cittadini spagnoli e niente altro, per cui, oltre ad altre cose, furono aboliti i fueros, dando l'impressione che il processo di assimilazione dei baschi alla Spagna fosse ormai completato.

### Sabino Arana, il PNV e la nascita di ETA

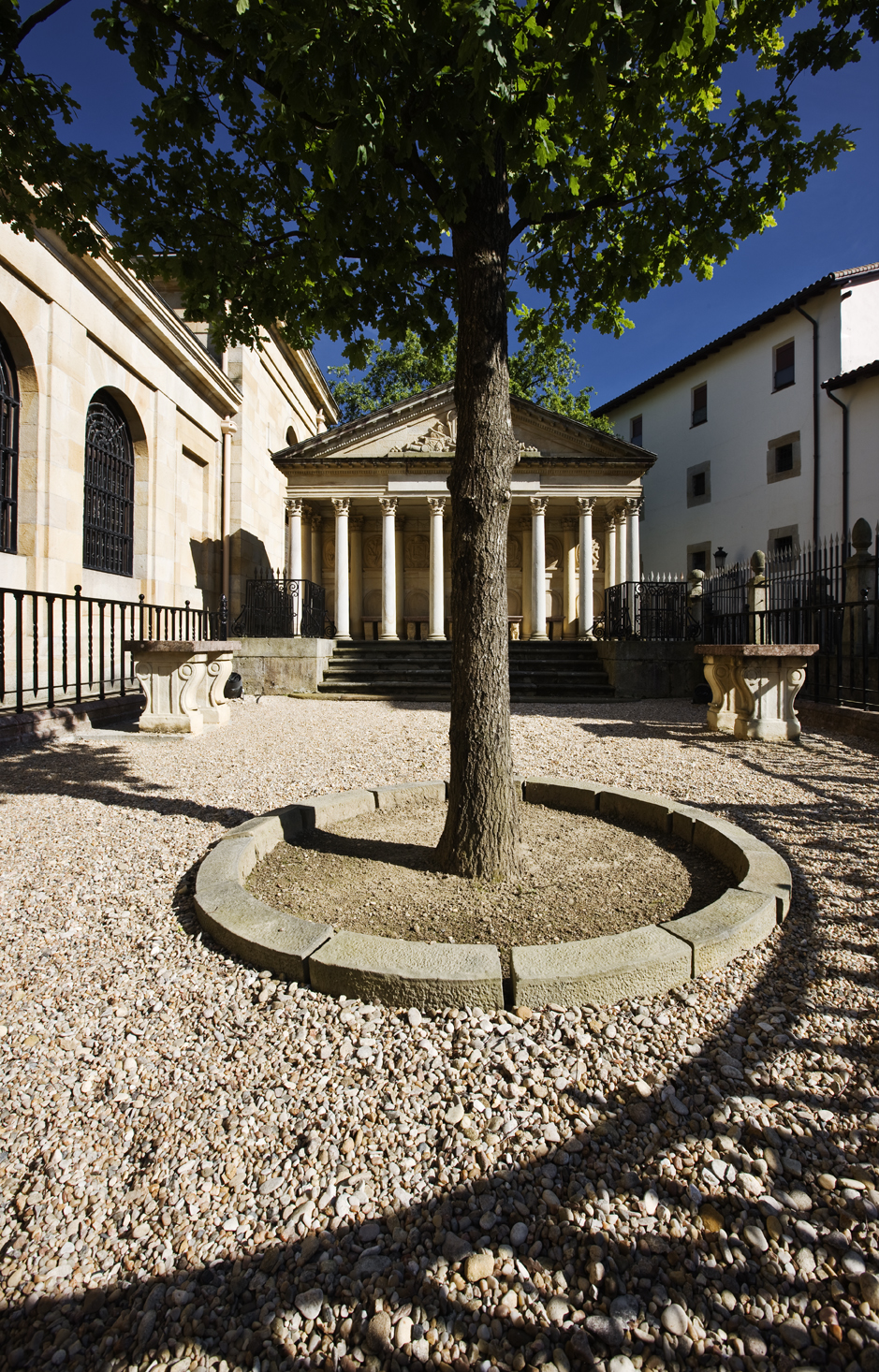
Il Gernikako Arbola (Quercia di Guernica) è uno dei simboli più importanti dell'indipendenza basca

La prima Ikurrina disegnata da Sabino Arana. Aveva i bracci delle croci più stretti rispetto a quella di oggi

Nel 1895 ci fu la svolta verso la situazione moderna del Paese basco. Sabino Arana Goiri (disegnatore, tra l'altro, dell'Ikurrina, la bandiera basca) fondò l'EAJ-PNV (Euzko Alderdi Jeltzalea-Partido Nacionalista Vasco, ovvero Partito Nazionalista Basco) con il quale auspicava di avere una voce nel parlamento di Madrid e poter esporre la questione basca.
Il PNV ebbe una forte espansione politica nelle quattro province di nazionalità spagnola, anche se tra i suoi membri ci fu sempre qualche disaccordo tra gli indipendentisti ed i regionalisti spagnoli. Dal 1923 al 1930 con la dittatura di Primo de Rivera furono proibite le attività dell'ala indipendentista, ma fu tollerata l'ala moderata.
Il 5 novembre 1933 si votò per un referendum riguardo ad uno statuto (Statuto di Estella) che avrebbe coinvolto le tre province più occidentali (attualmente parte della Comunità Autonoma dei Paesi Baschi), riscontrando l'84% di voti favorevoli. Questo risultato non fu mai preso in considerazione fino al 1936 quando, il 1º ottobre, il governo repubblicano, per ottenere l'appoggio del nazionalismo basco, accettò lo Statuto del '33 ponendo a capo della regione autonoma José Antonio Aguirre.
Nel 1937, però, la vittoria dei nazionalisti di Franco e il suo successivo insediamento come dittatore pose fine a quel poco di autonomia concessa al Paese Basco. La politica di Franco fu centralista e non permise nessuna manifestazione nazionalistica non spagnola. Durante il franchismo l'EAJ-PNVa, che a causa delle sue caratteristiche di partito era sostenuto in maggior parte dalla popolazione di età matura, rimase per lo più inattivo, tanto da far nascere, nel 1952, un nuovo movimento nazionalista chiamato Ekin (Agire), fondato da un gruppo di giovani baschi occidentali che voleva dare nuova forza alla causa basca.
Ekin tentò di collaborare con il PNV, ma quest'ultimo non volle mai accettare, viste le diversità di pensiero dei due gruppi. Nel 1958 il gruppo Ekin cambiò nome in Euskadi Ta Askatasuna (Paese Basco E Libertà), meglio noto come ETA.

### La fine del franchismo e la costituzione spagnola
Sin dal 1959 ETA cominciò a far sentire la propria voce con attentati, per lo più con obiettivi militari o politici. Le prime bombe furono piazzate a Bilbao, Vitoria e Santander, mentre la prima azione degna di nota fu il tentativo di far deragliare un treno carico di militanti franchisti diretto a San Sebastián, ma fallì in parte e non vi furono vittime. La prima vittima di ETA fu un agente di polizia ucciso nel giugno del 1968 per mano di Txabi Etxebarrieta, il principale dirigente della quinta assemblea del gruppo; questi sarà anche il primo caduto di ETA, ucciso poche ore dopo dalla polizia.
In agosto dello stesso anno ci fu la seconda vittima (il poliziotto Melitón Manzanas) e quindi, da quel momento in poi, il regime franchista dichiarò lo stato d'emergenza. Nel 1973 vi fu un attentato "chiave" per la storia della Spagna. Viene, infatti, assassinato con un'autobomba l'ammiraglio Carrero Blanco, neonominato capo del governo da Franco, e questo impedirà quella continuazione del regime auspicato dallo stesso dittatore. Nel settembre del 1975 vi furono le ultime fucilazioni del franchismo che provocarono molte proteste in tutto il Paese. Un mese dopo Franco morì e fu incoronato re Juan Carlos, erede designato dal dittatore stesso.
Nel 1976 viene redatta la prima KAS Alternatiba (Koordinadora Abertzale Sozialista, Coordinamento Patriottico Socialista) che tra i suoi punti principali annovera l'amnistia per i prigionieri e i rifugiati baschi, la legalizzazione dei partiti indipendentisti, il ritiro delle forze di polizia spagnole, un'economia non oligarchica che rispetti gli interessi delle classi lavoratrici e un nuovo statuto d'autonomia che preveda il diritto all'autodeterminazione e il controllo sulle forze armate, la sovranità basca e la promozione della lingua basca. Nel 1977 fu autorizzata l'esposizione della bandiera basca, proibita sino ad allora. Il 6 dicembre 1978 fu messa a votazione la nuova costituzione spagnola, che riscontrò ampi consensi in tutta la Spagna, tranne che nei territori baschi, poiché non riconosce il diritto del popolo basco di autodeterminarsi.

### L'ascesa del PSOE, i Gal e il piano ZEN
Nonostante questa disparità di risultati il voto fu contato a maggioranza relativa (senza tener conto quindi delle singole regioni) e la nuova costituzione fu approvata senza ratifiche, diventando motivo di successive instabilità. Il 25 ottobre 1979 viene indetto un referendum per l'approvazione dello statuto di autonomia per le tre province occidentali del Paese basco. Questo statuto fu redatto da Madrid e non prevedeva il coinvolgimento della Navarra. La propaganda in favore dello statuto fu fuorviante, in quanto lo dipinse più favorevole al popolo basco di quanto in realtà fosse e fu approvato con una maggioranza del 53,1%.
Ad aumentare la separazione tra le Vascongadas e la Navarra collaborarono la legge Amejoramento del Fuero Navarro del 1982 che non fu sottoposta a referendum e l'articolo 145 della costituzione che afferma che in nessun caso si ammetterà la federazione di comunità autonome. In questi anni nacque Herri Batasuna (Unità Popolare), un partito politico che raccolse persone anche con ideologie diverse concordanti, però, su uno stesso programma. Il programma di HB è la stessa KAS Alternatiba (condivisa anche da ETA) e la sua vita politica si limita ai comuni, per non legittimare le istituzioni spagnole (ad esempio il parlamento).
Nell'ottobre del 1982 sale al governo di Madrid il PSOE (Partido Socialista Obrero Español ovvero Partito Socialista Operaio Spagnolo) che vi rimarrà per quattordici anni. Secondo il PSOE la questione basca si può risolvere solo con l'azione militare contro ETA e il processo di autonomia cominciato nel 1976 viene bruscamente interrotto.
Nel 1983 si costituiscono gli squadroni della morte del Gal, composti da poliziotti spagnoli in borghese e da ex militanti franchisti. Il loro compito è quello di colpire i militanti di ETA sia nel Paese Basco meridionale, sia in quello settentrionale. La loro prima azione è del 16 ottobre 1983, quando rapiscono due militanti, i cui cadaveri torturati verranno ritrovati dopo anni.
Durante questo periodo viene promosso il piano ZEN (Zona Especiale Norte) atto a reprimere ogni forma di ribellione. Dal 1984 la Francia incominciò ad espellere dal proprio paese i rifugiati baschi. A partire da questo periodo ETA tentò di negoziare con il governo spagnolo per cessare le ostilità ed ottenere l'ambìto diritto all'autodeterminazione, ma tutti gli incontri non fruttano i risultati sperati perché secondo ETA chiunque abbia tentato di negoziare con loro non ha mai avuto l'intenzione di assecondare le volontà espresse dall'organizzazione (fondamentali per iniziare un trattato).

### Dall'attentato all'Hipercor ai giorni nostri

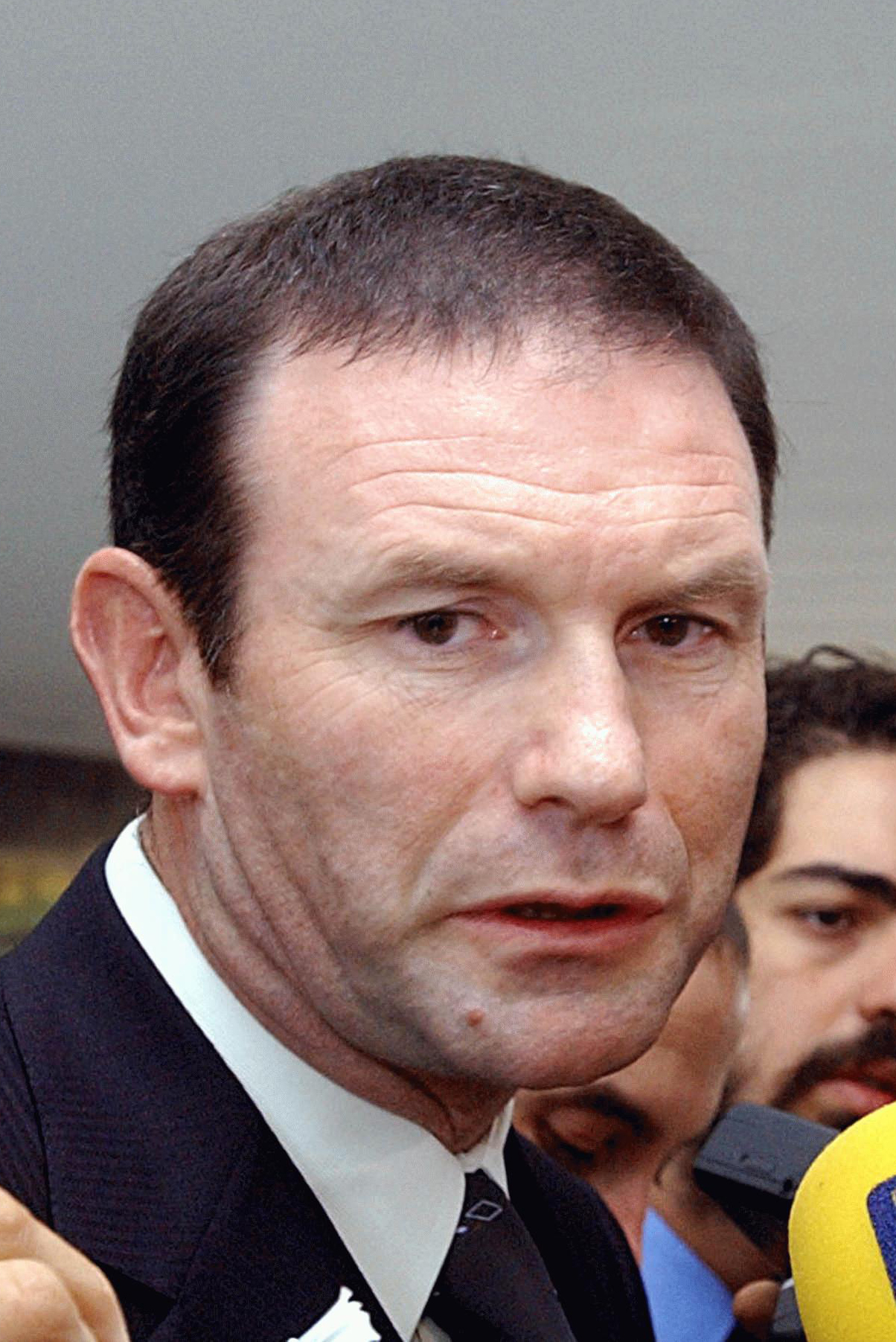
Ibarretxe, ex- Lehendakari –presidente del governo della regione autonoma dei Paesi Baschi –, si è visto rifiutare dal parlamento spagnolo il nuovo statuto per la regione basca

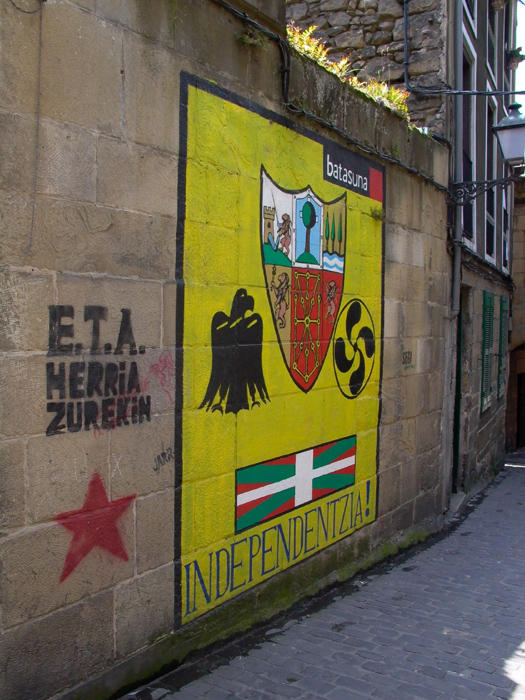
Un murale a favore dell'indipendenza basca con visibile il logo di Batasuna

Il 19 giugno 1987 ETA organizzò un attentato al supermercato Hipercor di Barcellona che costò 21 morti e 45 feriti.
Tra il 1986 e il 1989 ETA e il governo di Madrid fecero numerosi negoziati politici ad Algeri, quasi sempre associati a tregue bilaterali (nessun attentato e nessun arresto politico) alla fine dei quali sembrava che si fosse giunti ad un accordo concreto tra le parti, ma il governo in ultimo negò (senza nessun motivo apparente) gli accordi presi. Per risposta ETA organizzò una serie di attentati simultanei l'8 aprile 1989. Successivamente ci fu ancora qualche incontro, ma nessuno dello spessore di quelli di Algeri.
Nel 1992 si formò il movimento sociale per il dialogo e l'accordo chiamato Elkarri, che si occupa di proporre alternative non violente per la risoluzione del conflitto basco. Il 29 novembre 1987 tutto il Consiglio Nazionale di Herri Batasuna fu processato e poi condannato a sette anni di carcere (di cui sconterà venti mesi) per aver cercato di diffondere, nello spazio televisivo dedicato al partito, un video di ETA con una proposta di alternativa democratica per il Paese basco.
Il 15 luglio 1998 vengono chiusi il quotidiano Egin (Agire) e la radio Egin Irratia (Radio Egin) accusati di aver collaborato con ETA. Il 20 febbraio 2003 viene chiuso l'unico giornale scritto integralmente in lingua basca, l'Euskaldunan Egunkaria (Giornale dei baschi), accusato di collaborare con ETA. Il 17 marzo del 2003 fu reso illegale il partito Batasuna per appartenenza a ETA. Negli ultimi anni, quindi, l'attività di ETA è notevolmente diminuita anche per la riduzione dell'appoggio sociale alla sua lotta armata.
Il 30 dicembre 2004 nel parlamento basco fu approvato a maggioranza assoluta il nuovo statuto di Ibarretxe, ma il 1º febbraio 2005, quando questo fu proposto al parlamento spagnolo, fu respinto. Il 24 marzo 2006 l'ETA ha dichiarato il cessate il fuoco totale e a tempo indeterminato per consentire le trattative politiche con il nuovo governo di Zapatero, il quale il 29 giugno dello stesso anno dichiarò ai media l'inizio del dialogo con ETA.
Dal 2009 al 2012 il depositario della Lehendakaritza (presidenza della Comunità Autonoma Basca) fu il socialista Patxi López, che governò in coalizione con quello che nel resto della Spagna è il suo primo rivale politico, il Partido Popular. Il partito più votato fu il Partido Nacionalista Vasco (EAJ/PNV) con 30 deputati. Alcuni settori politici affermano che la illegalizzazione del partito independentista abertzale D3M ha contribuito alla proclamazione del governo socialista in questa Comunità Autonoma. Si sono registrati 100 924 voti nulli (8,84%) attribuibili a questa formazione illegalizzata.
Attualmente il ruolo di Lehendakari (Presidente del Governo Basco) è ricoperto da Imanol Pradales, appartenente al Partito Nazionalista Basco (PNV).

## Invenzioni

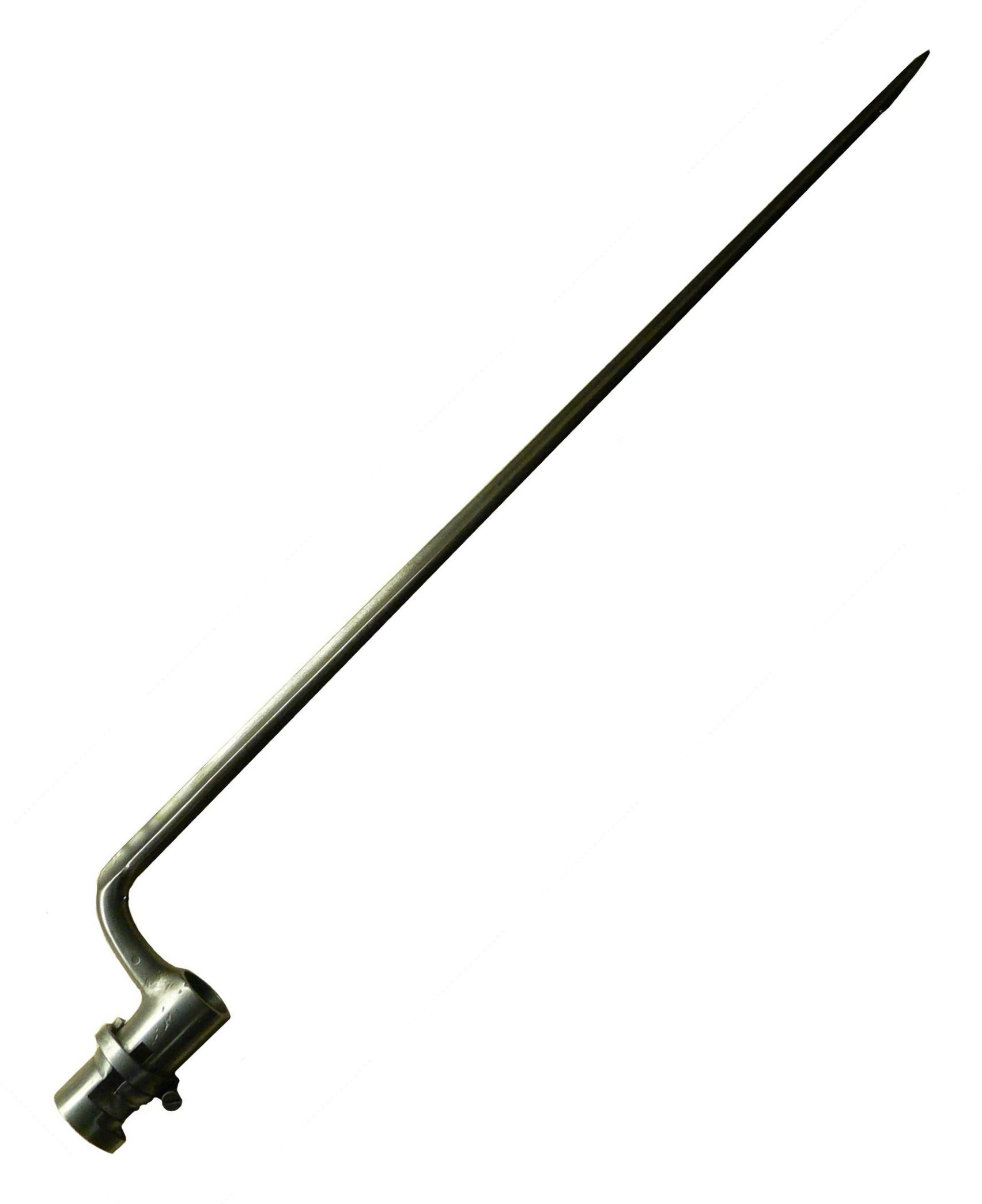
La baionetta potrebbe essere un'invenzione basca

L'origine della baionetta (la lama che si aggancia ai fucili per usarli come armi da taglio) è da taluni ritenuta basca, precisamente della città francese di Baiona, da cui prenderebbe il nome. Si racconta che i cittadini di Baiona utilizzarono l'espediente di inserire i loro coltelli nelle canne dei fucili per sopperire alla mancanza di munizioni. Altri studiosi però sostengono che non vi siano prove di ciò e che l'arma possa anche essere nata altrove.
Il berretto basco, portato alla fama negli anni trenta dai francesi, è in realtà di origine basca (come dice il nome stesso).